# سینت لارنس (تگزاس)
سینت لارنس (به انگلیسی: Saint Lawrence) یک منطقهٔ مسکونی در ایالات متحده آمریکا است که در Glasscock County واقع شده‌است. سینت لارنس ۸۱۵٫۹۶ متر بالاتر از سطح دریا واقع شده‌است.